# Karl Nikolaus Jahnson
Karl Nikolaus Jahnson, född 25 maj 1857 i Nordmark i Värmland, död 14 augusti 1927 i Filipstad, var en svensk teckningslärare och konstnär.
Jahnson, som var son till garvaren Johan Erik Jansson och Anna Wennerström, studerade konst vid Lynn free evening drawing school i Massachusetts i USA. Han var anställd som teckningslärare vid läroverket i Filipstad 1897–1907. Bland hans mer kända målningar märks Wahlundsgården i Värmland från 1880.